# California (Schiff, 1921–1941)
Die California war ein 1921 in Dienst gestellter Ozeandampfer, der als Albania von der britischen Reederei Cunard Line im Passagier- und Postverkehr von Großbritannien in die Vereinigten Staaten und nach Kanada eingesetzt wurde. 1930 wurde das Schiff nach Italien verkauft und 1941 von einem britischen Lufttorpedo versenkt.

## Das Schiff
Das 12.767 BRT große, aus Stahl gebaute Dampfturbinenschiff Albania wurde bei Scotts Shipbuilding and Engineering Company im schottischen Greenock gebaut und lief am 17. April 1920 vom Stapel. Sie war das erste Schiff, das Cunard nach dem Ende des Ersten Weltkriegs bauen ließ. Das 164,28 Meter lange und 19,50 Meter breite Passagier- und Frachtschiff hatte einen Schornstein, vier Masten und einen einzelnen Propeller und wurde von Dampfturbinen von Brown-Curtis angetrieben, die eine Wellenleistung von 6800 hp (5071 kW) entwickelten und das Schiff auf 13 Knoten beschleunigen konnten.
Die Albania, das zweite Cunard-Schiff mit diesem Namen, wurde für den Passagier- und Frachtverkehr von England nach Nordamerika gebaut und lief am 19. Januar 1921 unter dem Kommando von Kapitän Brown zu ihrer Jungfernfahrt von Liverpool nach New York aus. Direkt danach kam das Schiff in den regulären Liniendienst nach New York und Halifax. Am 20. April 1922 wurde sie auf die Route Liverpool–Quebec–Montreal gesetzt. Später im selben Jahr wechselte sie auf die Route Liverpool–Boston–New York.
Am 27. August 1925 lief die Albania in London über Southampton und Cherbourg nach New York aus. Dies war ihre letzte Fahrt für die Cunard Line. Mit der Indienststellung der drei neuen Schiffe Aurania (III), Ascania (II) und der Alaunia (II) 1924 bzw. 1925 auf der Kanadaroute wurde die Albania für diesen Dienst nicht mehr benötigt. Daher wurde sie 1925 aufgelegt.

## Unter italienischer Flagge
1930 kaufte die italienische Reederei Navigazione Libera Triestina (NLT) mit Sitz in Triest das Schiff auf und nannte es in California um. Der Dampfer wurde fortan mit Platz für 130 Passagiere Erster Klasse und 30 Passagiere Zweiter Klasse im Liniendienst von Triest nach Seattle eingesetzt. Am 11. Dezember 1930 lief die California zu ihrer ersten Fahrt für die neuen Eigner aus. Nach Beginn des Abessinienkriegs 1935 erwarb die italienische Regierung das Schiff und ließ es in ein  Hospitalschiff umbauen. Ab Dezember 1935 nahm es diese neue Rolle ein.
1937 ging das Schiff an die verstaatlichte Reederei Lloyd Triestino über. Nach dem Eintritt Italiens in den Zweiten Weltkrieg im Mai 1940 wurde das Schiff erneut zum Dienst als Hospitalschiff herangezogen. Am 11. August 1941 wurde die California im Hafen von Syrakus (Sizilien) von einem Lufttorpedo einer Fairey Swordfish des auf Malta stationierten 830. Naval Air Squadron getroffen und ging unter. Ein Mensch kam ums Leben. Das Schiff wurde danach gehoben und verschrottet.